# SENT (protocol)
El protocol SAE J2716 SENT (Single Edge Nibble Transmission) és un esquema punt a punt per transmetre valors de senyal d'un sensor a un controlador de vehicle. Està pensat per permetre la transmissió de dades d'alta resolució amb un baix cost del sistema.
Actualment s'està creant una nova revisió SENT-B per accelerar el protocol SENT original (en un factor de 2), alhora que és compatible des del punt de vista del maquinari.

## Maquinari
El protocol SENT és una interfície de tensió asíncrona unidireccional que requereix tres cables: una línia de senyal (estat baix < 0,5 V, estat alt > 4,1 V), una línia de tensió d'alimentació (5 V) i una línia de terra. SENT utilitza la modulació d'amplada de pols per codificar quatre bits (un mordis) per símbol.
La unitat bàsica de temps a SENT s'anomena tick, on un tick pot estar entre 3 i 90 μs, a opció de l'emissor. Cada missatge va precedit d'un pols de calibratge amb un període de 56 ticks per enquadrar i calibrar la longitud del tick. Després del pols de calibratge, cada mordisc es transmet amb un senyal baix d'amplada fixa, seguit d'un període alt de longitud variable. L'amplada de pols baixa és de 5 (o més) paparres de longitud, mentre que l'amplada de pols alta pot variar, durant un període total entre vores de caiguda d'entre 12 i 27 paparres (que representen picades que van de 0 a 15).

## Canal ràpid
Les dades es transmeten en unitats de quatre bits (un nibble) per a les quals s'avalua l'interval entre dues arestes descendents (una sola vora) del senyal modulat amb una tensió d'amplitud constant. Un missatge SENT té 32 bits de llarg (vuit mordis) i consta dels components següents: 24 bits de dades de senyal (sis mordis) que representen dos canals de mesura de tres mordis cadascun (com la pressió i la temperatura), quatre bits (un mordis) per a la detecció d'errors CRC i quatre bits (un mordis) d'informació d'estat/comunicació. Opcionalment, les dades es poden transferir en missatges de 20 bits (cinc nibbles) composts per una sola mesura de 12 bits (tres nibbles), una suma de verificació d'error CRC de quatre bits (un nibble) i un camp d'estat/comunicació de quatre bits (un nibble). Es pot incloure un pols de pausa opcional al final de cada missatge per completar-los amb un nombre constant de ticks.
La imatge següent mostra el senyal SENT descrit anteriorment. En aquest cas, s'utilitza un pols de pausa per compensar la durada variable dels missatges.

## Canal Lent
A més del marc de senyal de dades del sensor de canal ràpid descrit anteriorment, SENT també permet la transmissió simultània de missatges de canal lent que poden portar una àmplia gamma d'informació. Aquests missatges es transmeten en sèrie, una mica més o menys per missatge de canal ràpid, codificats en els dos bits més significatius de l'estat. Es poden utilitzar per transmetre informació de diagnòstic o informar valors de sensors addicionals de canvi lent com la temperatura.
Per exemple: un format de missatge en sèrie curt de 16 bits transmet un missatge de 16 bits a través de 16 "trames" de missatges de canal ràpid. El missatge consta de: un ID de missatge de 4 bits, 8 bits de dades i un codi CRC de 4 bits. Està codificat pel bit 3 (el MSB) del nibble d'estat, sent 1 per al primer fotograma del missatge i zero per als 15 fotogrames següents. Aleshores, el missatge es transmet, 1 bit per fotograma, al bit d'estat 2.